# Телюк Ігор Володимирович
І́гор Володи́мирович Телю́к (30 вересня 1979, смт Клавдієво-Тарасове, Бородянський район, Київська область, Українська РСР — 7 вересня 2017, м. Авдіївка, Донецька область, Україна) — солдат Збройних сил України, учасник російсько-української війни. Позивний «Сокіл».

## Біографія
Народився 1979 року в смт Клавдієво-Тарасове Бородянського району Київської області. Навчався у Клавдіївській середній школі. З 1990 року мешкав в смт Бабинці. Закінчив Київське вище професійне училище № 4, де здобув фах верстатника широкого профілю 3-го розряду. Працював у Бородянці верстатником, а також плавильником металу в селі Горенка.
Під час російської збройної агресії проти України 31 січня 2016 року підписав трирічний контракт на військову службу в Збройних силах.
Солдат, кулеметник 1-го взводу 1-ї роти 1-го механізованого батальйону 72-ї окремої механізованої бригади, військова частина А2167, м. Біла Церква, Київська область.
Загинув 7 вересня 2017 року близько 12:30 у промисловій зоні міста Авдіївка від кулі снайпера, під час робіт з укріплення позицій.
Похований 10 вересня в Бабинцях на Тарасовському кладовищі.
Залишилися мати, брат, сестра, дружина та 8-річна донька Богдана.

## Нагороди та вшанування
- Указом Президента України № 318/2017 від 11 жовтня 2017 року, за особисту мужність і самовіддані дії, виявлені у захисті державного суверенітету та територіальної цілісності України, зразкове виконання військового обов'язку, нагороджений орденом «За мужність» III ступеня (посмертно)[7].
- 6 грудня 2017 у Бородянці, біля районного військкомату відкрили Алею мужності, один зі стендів якої присвячений загиблим в АТО землякам. Під час урочистостей голова Київської ОДА Олександр Горган вручив орден «За мужність» доньці Ігора Телюка Богдані[8][9].
- 14 жовтня 2018 року в селищі Клавдієво-Тарасове на фасаді Клавдіївської ЗОШ І—ІІІ ст. імені Олександра Рибалка встановлено меморіальну дошку полеглому на війні Ігореві Телюку[10][11].
- Почесний громадянин Бучі (посмертно)[12]